# ألان مارتن (لاعب اتحاد الرغبي)
ألان مارتن (بالإنجليزية: Allan Martin)‏ هو لاعب اتحاد الرغبي بريطاني، ولد في 11 ديسمبر 1948 في Port Talbot ‏ في المملكة المتحدة.

## وصلات خارجية
- ألان مارتن عل موقع إسبنسكروم (الإنجليزية)